# Крипта Неаполитана

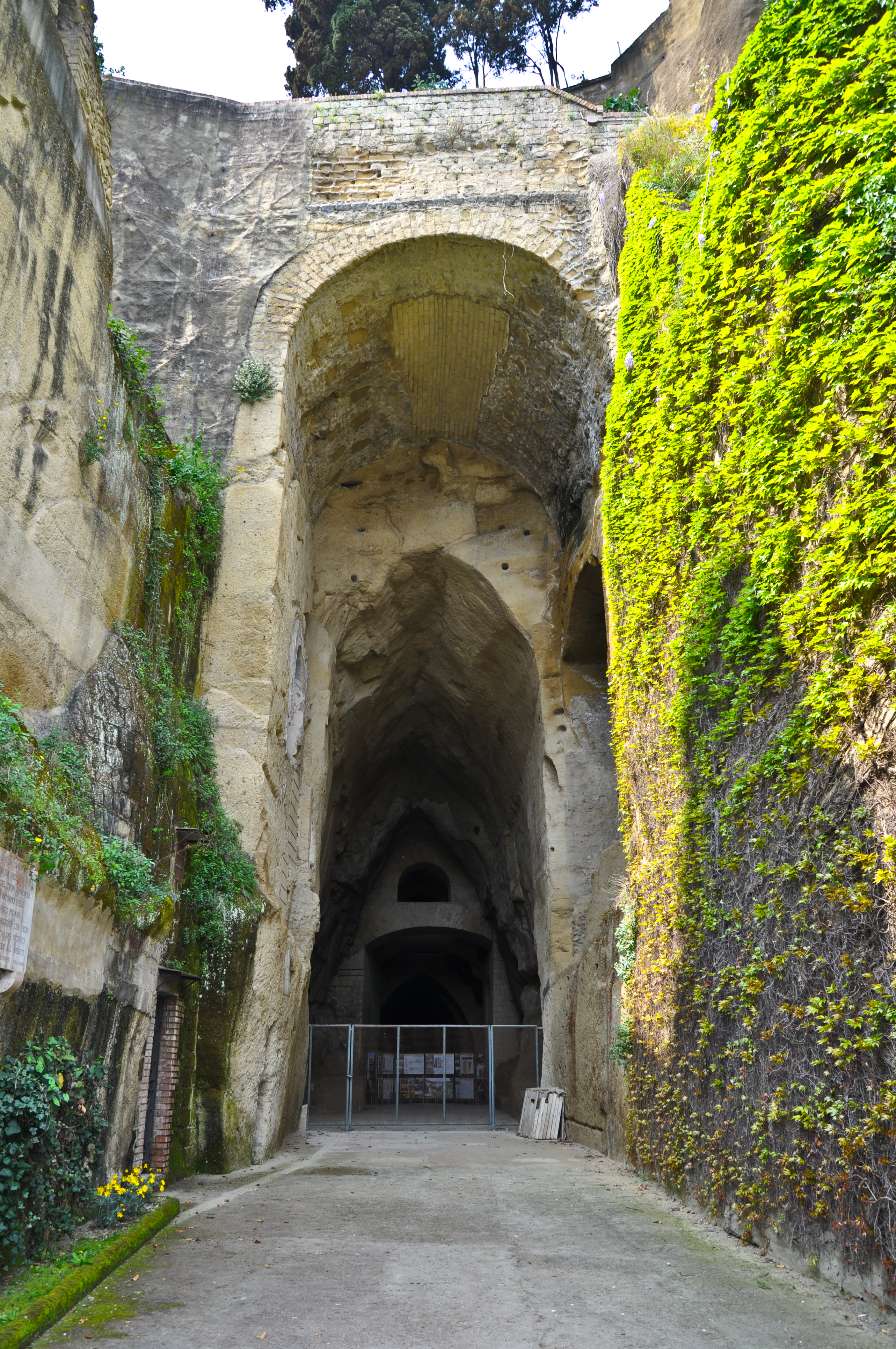
Восточный вход в туннель

Неаполитанская крипта (итал. Crypta Neapolitana) или Старый грот Поццуоли, также устар. итал. Grotta di Cocceo (Грот (пещера) Кокцея) — древнеримский дорожный туннель под холмом Позилиппо в Поццуоли (современная территория Неаполя). Один из немногих сохранившихся античных туннелей столь большой протяжённости (более 700 м). Для посещения закрыт.

## История
Согласно Страбону, туннель был построен в 30-х годах до н. э. Луцием Кокцеем Ауктом, инженером Агриппы, проложившим также другой тоннель Grotta di Cocceio в Кумах. Прокладка туннеля, соединяющего Неаполь с Флегрейскими полями, стала частью масштабных строительных преобразований, связанных с сооружением при Октавиане первого морского порта Древнего Рима — Порта Юлия (итал. Portus Julius). Уже Сенека называл туннель Неаполитанской криптой и описывал его как мрачное и пыльное место:
Нет ничего длиннее этого застенка и ничего темнее факелов в нём, которые позволяют не что-нибудь видеть во мраке, а видеть самый мрак. Впрочем, даже будь там светло, пыль застила бы свет.
В 1167 году крипту посетил испанский раввин Вениамин Тудельский, оставив преувеличенное её описание: «пятнадцать миль дорога идёт под горами». В 1180 году в крипте побывал английский дипломат и писатель Гервасий Тильберийский. Он, вероятно, первым связал крипту с именем Вергилия, приписав античному поэту некие инженерно-математические заслуги. Позднее Вергилий стал считаться непосредственным создателем туннеля, причем это создание понималось как некий сверхъестественный, магический акт, а античная гробница рядом с восточным входом стала называться гробницей Вергилия. В своём последнем стихотворении Баратынский, посетивший Неаполь, вспоминает: «…злачную пещеру, Священную поднесь Камены суеверу, Где спит великий прах властителя стихов».
Обозначение Неаполитанской крипты принято усматривать в пиктограмме между Неаполем и Путеолами на Пейтингеровой скрижали, что отражает значимость туннеля в дорожной системе Средневековья. В XIV веке описание крипты оставил также Петрарка.

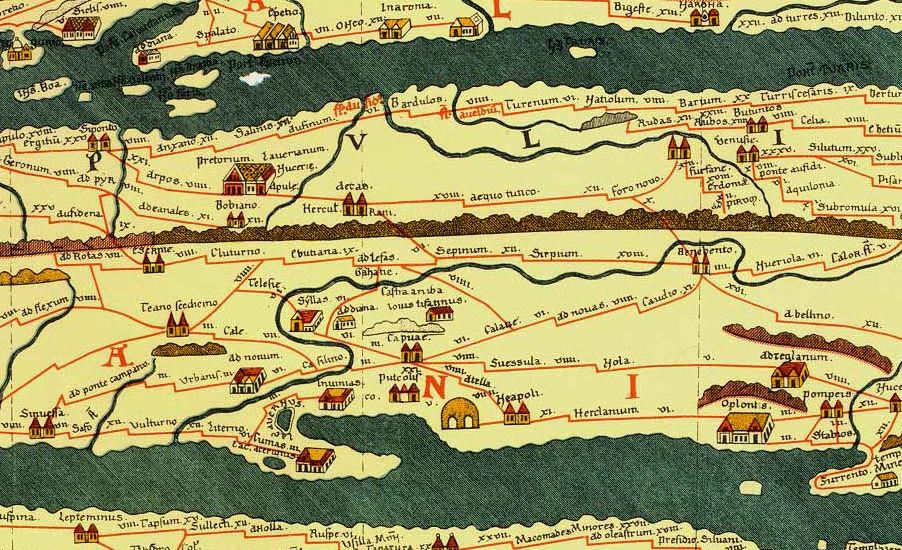
Фрагмент Пейтингеровой скрижали с пиктограммой, которую принято считать обозначением крипты

В Средние века и Новое время предпринимались попытки расширить и укрепить сооружение. В 1455 году, при короле Альфонсо V Великодушном, пол туннеля был стёсан на несколько метров, чтобы сделать подъём с востока менее крутым. Во времена испанского владычества (XVI—XVII вв.) в Неаполитанской крипте была устроена фонарная система освещения. В результате многочисленных преобразований (1455, 1548, 1748, 1806 гг.) туннель во многом утратил первоначальный вид.
В XVI—XIX вв. Неаполитанская крипта стала одной из самых популярных достопримечательностей Неаполя, посещаемой в рамках Гран-тура. Её описывали Вольтер и Гёте, изображали Каспер ван Виттель, Юбер Робер и другие живописцы. В 1698 году описание крипты оставил П. А. Толстой:
И, выехав из города Неаполя, видел вещь предивную: зделана дорога под землею шириною сажен пяти, а вышиною в одном конце от Неаполя тот проезд под землею сажень шести, а в другом конце ниже, а длиною тое дороги или проезду под землею будет с пятьсот сажень. В средине того проезду темнота великая и в день, для того что та дорога просечена сквозь великую гору каменную; и для светлости на средине тое дороги зделано вверх малое окно, однако ж от того окна светлости там мало.
Туннель использовался до 1885 года, когда к северу от него открылся новый дорожный туннель (Grotta Nuova, ныне Galleria delle Quattro giornate).
В 1917 году в результате оползня Крипта Неаполитана оказалась частично завалена, завал не расчищен по сей день.

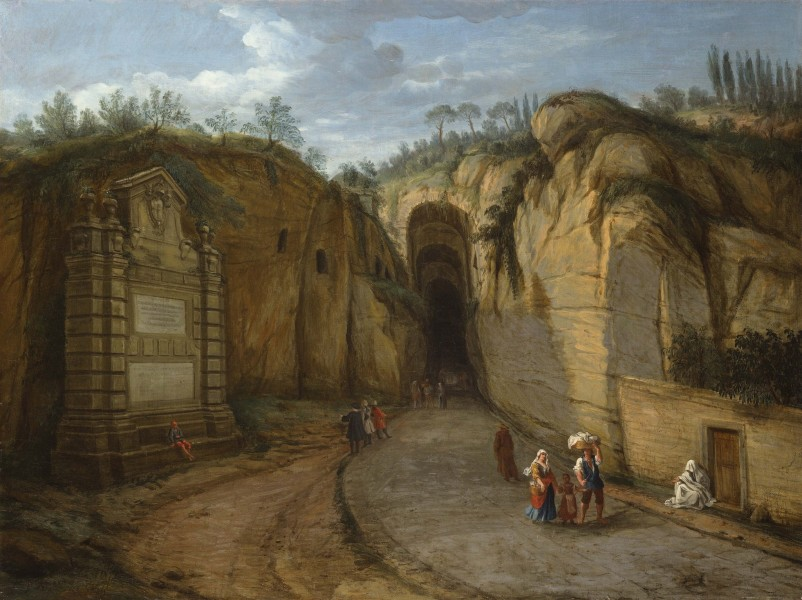
На картине ван Виттеля (1710)

## Культовое использование
В ходе одной из реставраций (1455 или 1548 г.) в туннеле был найден мраморный барельеф с изображением Митры, датируемый концом III — началом IV вв. н. э., что привело к гипотезе о культовом использовании туннеля или его части.
XIV—XV веками датируются частично сохранившиеся фрески на стенах туннеля, которые изображают Мадонну с младенцем и святых, а также часовня у восточного входа.
С криптой связан традиционный неаполитанский праздник Пьедигротта, отмечаемый 8 сентября.

## Описание

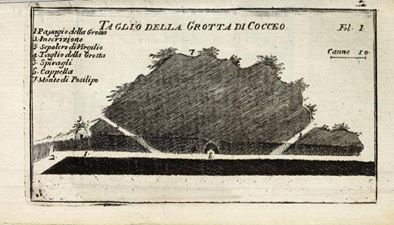
Разрез пещеры Кокцея (Taglio della Grotta di Cocceo). Гравюра из книги Помпео Сарнелли, 1709 г.
1. Проход пещеры
2. Надпись
3. Могила Вергилия
4. Разрез пещеры
5. Вентиляционные шахты
6. Капелла
7. Холм Посиллипо.

Проложенный в вулканическом туфе туннель имеет 711 м в длину, 4,5 м в ширину и 5 м в высоту (с увеличением высоты до 16 м ближе к выходам). Он проходит под холмом Позилиппо, соединяя районы Неаполя Кьяйя и Фуоригротта. Сверху к туннелю подведены две наклонные осветительно-вентиляционные шахты (spiracula).
У восточного входа в туннель, со стороны района Кьяйя, в 1930 году разбит небольшой парк (Parco Vergiliano a Piedigrotta). В нём находится так называемая гробница Вергилия — античный колумбарий, который средневековая молва связала с именем античного поэта. Впрочем, нельзя исключать, что гробница действительно принадлежит Вергилию — Светоний сообщает, что поэт был похоронен «возле второго камня по Путеоланской дороге», то есть на второй миле от стен Неаполя эпохи Августа, что примерно соответствует данному местонахождению. Также в парке покоится великий поэт Джакомо Леопарди.
Западный вход в туннель находится в конце улицы Via del Grotta Vecchia в районе Фуоригротта. Район получил своё название благодаря крипте: fuori grotta — «за пещерой».